# Jian
Jian (劍T, 剑S,  jiàn P,  chien W) è un'arma bianca manesca del tipo spada tipica della Cina. Costituisce una delle due grandi tipologie di spade cinesi e si caratterizza per la lama diritta e a doppio filo. Rientra nel novero delle quattro armi maggiori delle arti marziali cinesi nonché "Signore di Tutte le Armi" (百兵之君T, 百兵之君S,  bǎibīngzhījūn P,  pai ping chi chun W).
Le prime fonti cinesi relative alla spada jian datano al VII secolo a.C., durante il Periodo delle primavere e degli autunni (771-476 a.C.): uno dei primi esemplari noti è la Spada di Goujian. Le versioni "storiche", a una mano, avevano lama lunga 45-80 cm. Il peso di una spada con lama di 70 cm era di 700-900 g. Esistevano anche versioni a due mani, oggi utilizzate a scopo ludico in alcune arti marziali cinesi.
Gli spadaccini professionisti erano chiamati jianke (剑客S,  jiànkèP) al tempo della Dinastia Han (206 a.C.-220 d.C.).

## Storia
Originariamente simile ai pugnali a doppio taglio in bronzo di varie lunghezze, i jian raggiunsero lunghezze moderne intorno al 500 a.C. Sebbene ci sia una variazione significativa in lunghezza, equilibrio e peso del jian nei diversi periodi della Storia della Cina, in un dato periodo lo scopo generale del jian è quello di essere un'arma multiuso da taglio e spinta in grado di pugnalare e fendere, invece di specializzarsi in una forma di utilizzo. Sebbene anche le molte forme e scuole di scherma con il jian possano variare, lo scopo e l'uso generale non sono ancora persi.
L'utilizzo del jiàn nelle offerte sacrificali agli dèi ed agli antenati divenne pratica comune in Cina a partire dal Periodo degli Stati Combattenti.
Yǐn Qiānhé elenca alcune famose spade leggendarie tra cui Mòyé (莫邪T, 莫邪S,  Tài'ē P,  mo yeW) ,  Tài'ē (太阿T, 太阿S,  Mòyé P,  t'ai e W) e Gānjiāng (干將T, 干将S,  Gānjiāng P,  kan chiangW).
Nel libro Cronache dei Tre Regni (三国志T, 三国志S,  sānguózhì P,  san kuo chiW) si riferisce che Cao Pi dopo aver bevuto smodatamente discusse dell'arte della spada con Dèng Zhǎn (邓展), discussione che si trasformò in una dimostrazione di abilità con questa arma.
Dài Zǐgāo 戴子高 racconta che c'era un grande cavaliere di Shāngshuǐ 商水 che si chiamava Lǐ Zǐqīng (李子靑) che un giorno fece vedere a Yán la propria maestria con la spada.
Durante le dinastie Qin e Han, le prime due dinastie che unirono la Cina, i jian dell'ormai defunta dinastia Chu furono molto apprezzati. Il Regno di Chu era infatti divenuto particolarmente famoso per le sue spade dopo aver conquistato il Regno di Yue che in precedenza era stato famoso per le loro spade e che attribuì le loro tecniche di spada a una donna del sud di origini sconosciute chiamata Yuenü.
I detentori di jian si sarebbero impegnati in tagli di prova chiamati shizhan, esercitando le loro abilità su bersagli noti come caoren o "uomini d'erba". Tali bersagli erano fatti di bambù, paglia di riso o alberelli. Sebbene simile all'arte giapponese tameshigiri, shizhan è mai formalizzata nella misura in cui quest'ultimo arte era.
Oggi molte arti marziali cinesi come il taijiquan prevedono l'uso del jian e la competenza nelle sue tecniche è spesso considerata da molti praticanti la più alta espressione fisica del loro kung fu. Le famose "forme" del jian includono Sancai Jian (三才劍), Kunwu Jian (崑吾劍), Wudang Xuanmen Jian (武当玄门剑) e Taijijian (太极剑). La maggior parte dei jian del tai-chi e del wushu sono flessibili, usati principalmente per scopi cerimoniali o di spettacolo e non per il combattimento reale. Queste spade hanno lame estremamente sottili o un alto grado di flessibilità rispetto al jian storico di qualità del campo di battaglia, proprietà intese ad aggiungere un fascino uditivo e visivo a un'esibizione wushu. Queste stesse proprietà li rendono inadatti a combattimenti storicamente accurati.

## Descrizione

### Materiale e tecnica produttiva

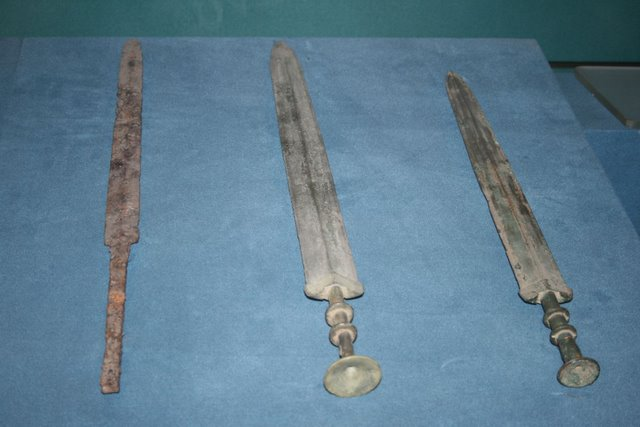
Jian in ferro (sx) e in bronzo degli Stati Combattenti.

I jian erano originariamente realizzati in bronzo, poi in acciaio con l'avanzare della tecnologia del metallo. Ci sono alcuni jian, forse cerimoniali, scolpiti da un unico solido pezzo di giada. Le lame jian tradizionali sono solitamente di costruzione sanmei (tre piastre) che prevedeva l'inserimento di un nucleo di acciaio duro tra due piastre di acciaio più morbido. La piastra centrale sporge leggermente dai pezzi circostanti, consentendo un bordo affilato, mentre la colonna vertebrale più morbida protegge il nucleo fragile. Alcune lame avevano una costruzione wumei o cinque piastre, con altre due piastre morbide utilizzate sulla cresta centrale. I jian di bronzo erano spesso realizzati in un modo in qualche modo simile: in questo caso una lega con un alto contenuto di rame sarebbe stata utilizzata per realizzare un nucleo e un dorso resilienti, mentre il bordo sarebbe stato realizzato con una lega ad alto contenuto di stagno per affilatura e saldato sul resto della lama.
I fabbri della Cina sono spesso accreditati con le tecnologie di forgiatura che hanno viaggiato in Vietnam, Giappone e Corea per consentire ai fabbri di spada di creare armi come la katana. Queste tecnologie includono piegatura, leghe inserite e indurimento differenziale del tagliente. Mentre i giapponesi sarebbero stati più influenzati dalla sciabola cinese, il dāo, le prime spade giapponesi conosciute come ken sono spesso basate su jian. La versione coreana del jian è nota come geom/gomma e spesso conserva le caratteristiche del jian Ming come i pomelli traforati e le punte fortemente angolate.
Nelle scuole di arti marziali le spade di legno vengono utilizzate per l'allenamento, quindi la prima esperienza della maggior parte degli studenti di arti marziali con un jian nei tempi moderni è con una di quelle armi. Prima che le scuole fossero un modo formale di trasmettere la conoscenza della spada, gli studenti potevano iniziare con un semplice bastone di legno quando si allenavano con il loro insegnante. In alcune sette religiose taoiste, quelle spade di legno da pratica hanno avuto uno scopo rituale esoterico. Alcuni sostengono che queste spade di legno rappresentino metaforicamente la disciplina di uno studente compiuto.
Le versioni jian contemporanee sono spesso forgiate (modellate con calore e martello) e assemblate con metodi per lo più tradizionali per l'addestramento dei praticanti di arti marziali cinesi in tutto il mondo. Questi jian variano notevolmente in termini di qualità e accuratezza storica. I jian contemporanei a volte sono anche falsi (invecchiati artificialmente e travisati come oggetti d'antiquariato originali), in vendita a turisti e collezionisti che non riescono a distinguerli dai veri pezzi d'antiquariato.

### Le parti deljian
| 劍身T, 剑身S, jiànshēn P, chien shenW  | Lama                                   |
| 劍刃T, 剑刃S, jiànrèn P, chien renW    | Fili della lama                        |
| 劍脊T, 剑脊S, jjiànjí P, chien chiW    | "Forte" della lama                     |
| 劍柄T, 剑柄S, jiànbǐng P, chien pingW  | Elsa (impugnatura)                     |
| 劍首T, 剑首S, jiànshǒu P, chien shouW  | Pomello o testa                        |
| 劍穗T, 剑穗S, jiànsuì P, chien suiW    | Nappa                                  |
| 劍格T, 剑格S, jiàngé P, chien keW      | Guardia                                |
| 劍鋒T, 剑锋S, jjiànfēng P, chien fengW | Parte terminale della lama, a due fili |
| 劍尖T, 剑尖S, jiànjiān P, chien chienW | Punta della lama                       |

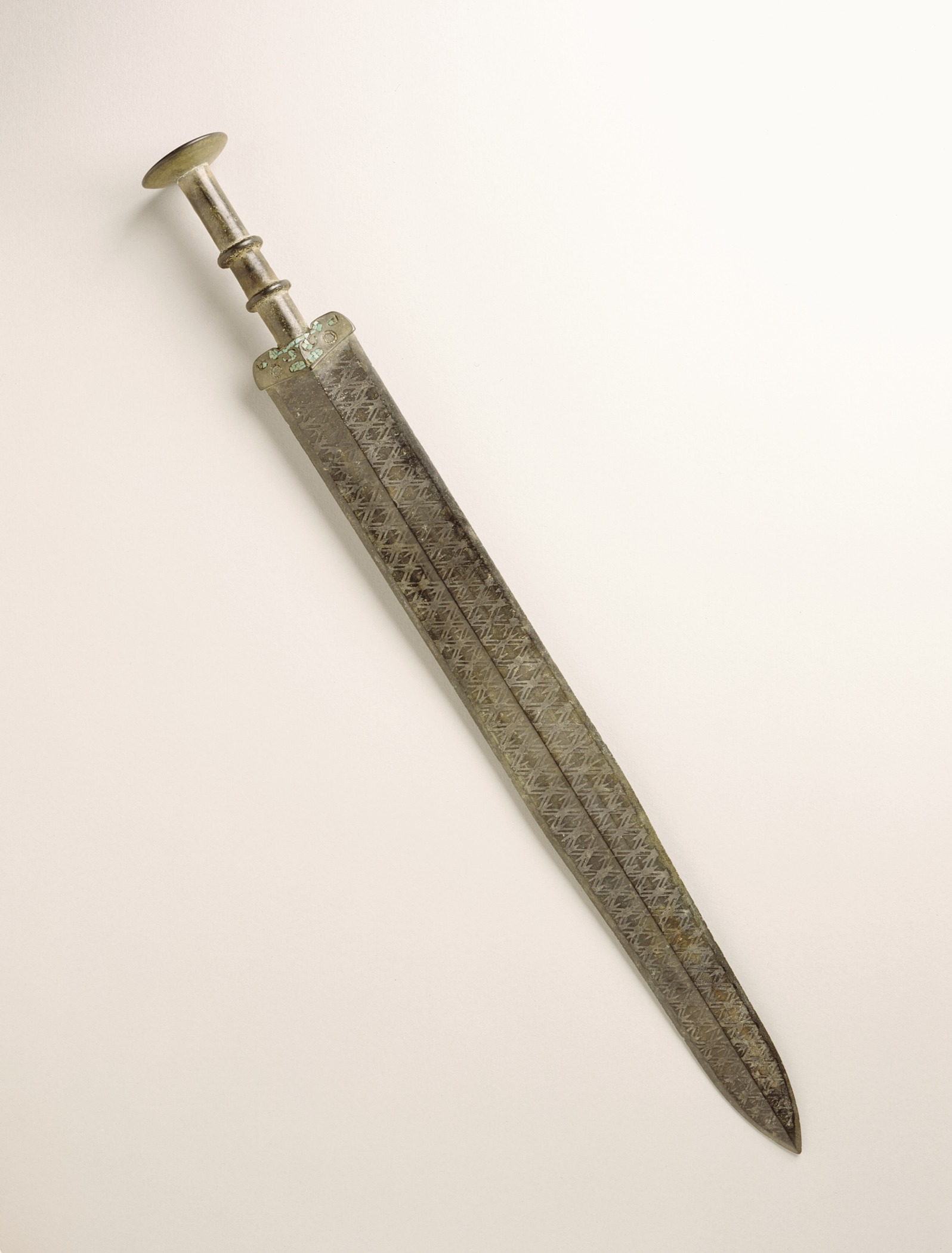
Jian in bronzo del Periodo degli Stati Combattenti.

La foggia della guardia (jiàngé) varia notevolmente da epoca ad epoca. Spesso avevano ali o lobi corti rivolti in avanti o indietro, questi ultimi a volte avevano l'aspetto di un "asso di picche". I primi jian avevano spesso guardie molto piccole e semplici. Dalla Dinastia Song, la guardia poteva essere zoomorfe o avere traverse e quillons. Una minoranza di jian presentava le guardie a forma di disco simile a quella della sciabola cinese (dao).
L'elsa (jiànbǐng ) ha manica a una mano, più due o tre dita dell'altra mano, o due mani. Il jiàn a due mani di lunghezza fino a 1,6 metri (63 pollici), noto come shuangshou jian, esisteva ma non era così comune come la versione a una mano. La manica a due mani potrebbe esser stata utilizzata come leva per bloccare il braccio dell'avversario, se necessario. Le impugnature sono generalmente di legno scanalato o ricoperte di zigrino, con una minoranza avvolta con una corda.
L'estremità del manico era rifinita con un pomolo (jiànshǒu), storicamente martellato sul codolo della lama. La maggior parte dei jian del XX secolo sono assemblati con un codolo filettato su cui è avvitato il pomolo o il suo dado.
Una nappa (jiànsuì) poteva essere attaccata all'elsa: in Epoca Ming passa attraverso il pomello traforato e in Epoca Qing attraverso un foro nell'impugnatura stessa; nelle spade moderne la nappa è attaccata all'estremità del pomo. Storicamente, la nappa fungeva da cordino per consentire miglior presa allo spadaccino, tanto che alcune "forme" di spada utilizzano la nappa come parte integrante del loro stile di scherma (anche in modo offensivo) mentre altre scuole non prevedono la nappa. Il movimento della nappa potrebbe essere servito a distrarre gli avversari e alcune scuole affermano inoltre che fili metallici o sottili corde di seta venivano cuciti nelle nappe per provocare danni quando spazzavano il viso dell'avversario. L'uso della nappa ora è principalmente decorativo.
La lama stessa è abitualmente divisa in tre sezioni per fare leva in diverse tecniche offensive e difensive. La punta della lama è il jiànfeng, pensato per pugnalare, tagliare e tagli rapidi a percussione. Il jiànfeng tipicamente curva dolcemente fino a un punto, sebbene nel periodo Ming fossero comuni punti fortemente angolati. Alcuni oggetti d'antiquariato hanno punte arrotondate, sebbene queste siano probabilmente il risultato dell'usura. La sezione centrale è lo zhongren o il bordo centrale e viene utilizzata per una varietà di azioni offensive e difensive: tagli di fenditura, tagli di pareggio e deviazioni. La sezione di lama più vicina alla guardia è chiamata jiàngen o radice, ed è usata principalmente per azioni difensive; alcuni jian di epoca tarda presentano il ricasso. Queste sezioni non sono necessariamente della stessa lunghezza: es. il jiànfeng poteva essere lungo solo tre o quattro pollici.

La lama del jian generalmente presenta un sottile profilo conico (larghezza decrescente) ed una notevole conicità distale (spessore decrescente), con lo spessore della lama vicino alla punta che è solo la metà dello spessore della base. Il jian può anche avere un'affilatura differenziale, con lama progressivamente più affilata verso la punta, solitamente corrispondente alle tre sezioni della lama. La sezione trasversale della lama è tipicamente lenticolare (a forma di occhio) o a "diamante appiattito", con una cresta centrale visibile; le antiche jian in bronzo a volte avevano sezione esagonale.

## Architettura
Nell'architettura cinese, Jian (间S) è il nome dell'intercolunnio, elemento base della costruzione: è il vano, lo spazio delimitato da 4 colonne lignee su cui poggia il tetto a padiglione Tian.

## Iljiannella mitologia cinese
Ci sono diversi immortali taoisti associati al jian. Un esempio è Lü Dongbin. Il bodhisattva Mañjuśrī ( Ch :文殊Wénshū ) è spesso raffigurato mentre impugna un jian, che viene quindi definito "spada della saggezza". Il jian appare spesso in fiction e film Wuxia . Le spade o le tecniche usate per maneggiarle possono essere effettivamente o esplicitamente soprannaturali, e la ricerca di tali spade o tecniche può essere un elemento importante della trama.